# Marineflieger
La Marineflieger, o per esteso Deutsche Marineflieger, è l'attuale componente aerea della Deutsche Marine, la marina militare tedesca e parte integrante del Bundeswehr, le forze armate tedesche.
Fondata nella seconda parte degli anni cinquanta, dopo la rifondazione della marina militare dell'allora Germania Ovest, la Bundesmarine, si compone di mezzi aerei ad ala fissa e mobile con compiti di cooperazione e sorveglianza delle acque territoriali tedesche con le unità navali di superficie.

## Aeromobili in uso
Sezione aggiornata annualmente in base al World Air Force di Flightglobal del corrente anno. Tale dossier non contempla UAV, aerei da trasporto VIP ed eventuali incidenti accorsi durante l'anno della sua pubblicazione. Modifiche giornaliere o mensili che potrebbero portare a discordanze nel tipo di modelli in servizio e nel loro numero rispetto a WAF, vengono apportate in base a siti specializzati, periodici mensili e bimestrali. Tali modifiche vengono apportate onde rendere quanto più aggiornata la tabella.
| Aeromobile                        | Origine                             | Tipo                              | Versione (denominazione locale) | In servizio (2024) | Note | Immagine |
| Aerei da pattugliamento marittimo |                                     |                                   |                                 |                    | |          |
| Boeing P-8 Poseidon               | Stati Uniti                         | aereo da pattugliamento marittimo | P-8A                            | 0                  | Il 12 marzo 2021, il Dipartimento di Stato americano ha deciso di approvare una possibile vendita militare straniera (FMS) alla Germania del valore di 1,77 miliardi di dollari per 5 P-8A Poseidon, dopo che il governo tedesco ha chiesto di acquistare i cinque velivoli da pattugliamento marittimo. 5 P-8A ordinati il 23 settembre 2021, con possibilità di acquisirne ulteriori sette. Ulteriori 3 esemplari ordinati il a marzo 2024, che portano a otto gli esemplari da consegnare. |          |
| Lockheed P-3 Orion                | Stati Uniti                         | aereo da pattugliamento marittimo | P-3C CUP+                       | 2                  | 8 P-3C CUP+ acquistati di seconda mano dalla Royal Netherlands Navy e sottoposti ad un programma di aggiornamento sia strutturale, sia riguardante la suite avionica a partire dal 2016. 6 P-3C CUP+ sono stati ceduti alla Força Aérea Portuguesa il 30 agosto 2023. |          |
| Dornier Do 228                    | Germania                            | aereo da pattugliamento marittimo | Do 228NG MPA                    | 2                  | |          |
| Elicotteri                        |                                     |                                   |                                 |                    | |          |
| NHIndustries NH-90 Sea Lion       | Germania Italia Francia Paesi Bassi | SARelicottero multiruolo          | NH90 NTHNH90 MRFH               | 180                | Le consegne dei 18 NH-90 NTH, selezionati nel 2013 ed ordinati nel 2015, sono iniziate a giugno 2020 con il primo esemplare e sono terminate con la consegna dell’ultima delle 18 macchine il 31 gennaio 2023. Ulteriori 31 NH90 MRFH Sea Tiger multiruolo ordinati il 26 novembre 2020, con consegne a partire dal 2025. |          |
| Westland Sea Lynx                 | Regno Unito                         | elicottero antisommergibili       | Sea Lynx Mk 88A                 | 22                 | 19 Lynx Mk. 88 ricevuti a partire dal 1981. Ulteriori 7 Super Lynx Mk. 88A acquistati nel 1996, standard a cui sono stati aggiornati 17 dei primi esemplari consegnati. |          |
| Airbus Helicopters H135           | Unione europea                      | elicottero da addestramento       | H135                            | 1                  | |          |
| Aeromobili a pilotaggio remoto    |                                     |                                   |                                 |                    | |          |
| Schiebel Camcopter S-100          | Austria                             | UAV                               | Camcopter S-100                 | 0                  | 6 esemplari ordinati. |          |

## Aeromobili ritirati
- Westland Sea King Mk. 41 - 23 esemplari (1973-2024)[32][19]
- Breguet Br 1150 Atlantic
- Panavia Tornado IDS - 112 esemplari (1982-2005)[33]
- Mil Mi-8 Hip
- Lockheed F-104G Starfighter
- Sikorsky H-34G III Seabat
- Bristol Sycamore
- Hawker Sea Hawk